# Crucea de Lorena
Crucea de Lorena, ‡, este o cruce heraldică.  "Crucea dublă" este formată dintr-o linie verticală, tăiată la distanțe egale de vârf și respectiv de bază de două bare orizontale mai scurte. În versiunile mai vechi, cele două bare orizontale sunt de lungimi egale. În secolul al XX-lea, crucea a început să fie reprezentată cu cele două bare orizontale de lungimi diferite, cea inferioară fiind mai lungă. Astfel, Crucea de Lorena se aseamănă într-o oarecare măsură cu crucea patriarhală sau crucea slavă. 